# Championnat du Maroc de football 1983-1984
Navigation
Édition précédente Édition suivante
La saison 1983-1984 du championnat du Maroc de football voit la victoire de l'Association Sportive des FAR qui remporte le 8e titre de son histoire.

## Classement final
Classement erroné. On retrouve plus de buts marqués qu'encaissés cela entraine une différence de but de - 4.
Si vous disposez d'informations vérifiés, votre aide serait très appréciée.
| Rang | Équipe                        | Pts | J  | G  | N  | P  | Bp | Bc | Diff |
| ---- | ----------------------------- | --- | -- | -- | -- | -- | -- | -- | ---- |
| 1    | FAR de Rabat CdT              | 71  | 30 | 16 | 9  | 5  | 40 | 14 | +26  |
| 2    | Olympique Club de Khouribga P | 65  | 30 | 13 | 9  | 8  | 34 | 33 | +1   |
| 3    | Raja Club Athletic            | 63  | 30 | 10 | 13 | 7  | 29 | 21 | +8   |
| 4    | CODM de Meknès                | 63  | 30 | 8  | 17 | 5  | 35 | 28 | +7   |
| 5    | Wydad AC                      | 62  | 30 | 11 | 10 | 9  | 30 | 29 | +1   |
| 6    | FUS de Rabat                  | 60  | 30 | 10 | 10 | 10 | 33 | 28 | +5   |
| 7    | Maghreb de Fès T              | 60  | 29 | 10 | 11 | 8  | 16 | 14 | +2   |
| 8    | Difaâ d'El Jadida             | 60  | 30 | 9  | 12 | 9  | 26 | 30 | -4   |
| 9    | Renaissance de Berkane V      | 60  | 30 | 11 | 8  | 11 | 21 | 28 | -7   |
| 10   | Renaissance de Settat         | 59  | 30 | 8  | 13 | 9  | 20 | 23 | -3   |
| 11   | Renaissance de Kénitra        | 58  | 30 | 7  | 14 | 9  | 21 | 21 | 0    |
| 12   | Mouloudia Club d'Oujda        | 57  | 29 | 10 | 8  | 11 | 32 | 34 | -2   |
| 13   | Union de Sidi Kacem P         | 57  | 30 | 10 | 7  | 13 | 27 | 25 | +2   |
| 14   | KAC de Kénitra                | 57  | 30 | 8  | 11 | 11 | 26 | 24 | +2   |
| 15   | IR Fquih Ben Salah ↓          | 54  | 30 | 9  | 6  | 15 | 23 | 41 | -18  |
| 16   | Chabab Mohammédia ↓           | 50  | 30 | 6  | 8  | 16 | 24 | 41 | -17  |

Qualifications continentales
- Qualifié pour la Coupe des clubs champions africains 1985
et la Coupe Mohammed V 1986
- Qualifié pour la Coupe d'Afrique des vainqueurs de coupe 1985
- Relégation en Championnat du Maroc de football D2

Abréviations
T : Tenant du titre

V : Vice-champion 1982-1983

CdT : Vainqueur de la Coupe du Trône 1983-1984

P : Promus du Championnat du Maroc de football D2
L'Association sportive de Salé et la Chabab Sakia Hamra sont promus en D1 à l'issue de la saison.

## Bilan de la saison
| Championnat du Maroc de football 1983-1984                        |                              |
| Champion                                                          | FAR de Rabat (8e titre)      |
| Coupes et trophées                                                |                              |
| Vainqueur de la Coupe du Trône 1983-1984                          | FAR de Rabat                 |
| Qualifications continentales                                      |                              |
| Coupe des clubs champions africains 1985                          | FAR de Rabat C               |
| Coupe d'Afrique des vainqueurs de coupe 1985                      | Renaissance de Kénitra       |
| Promotions et relégations                                         |                              |
| Promus en Championnat du Maroc de football                        | Association sportive de Salé |
| Promus en Championnat du Maroc de football                        | Chabab Sakia Hamra           |
| Relégués en Championnat du Maroc de football de deuxième division | Chabab Mohammédia            |
| Relégués en Championnat du Maroc de football de deuxième division | IR Fquih Ben Salah           |

C: Champion Coupe des clubs champions africains 1985
1er titre africain pour un club Marocain et les FAR de Rabat.